# آگوستین روگل
آگوستین روگل (انگلیسی: Agustín Rogel؛ زادهٔ ۱۷ اکتبر ۱۹۹۷) بازیکن فوتبال اهل اروگوئه است.
از باشگاه‌هایی که در آن بازی کرده‌است می‌توان به باشگاه فوتبال ناسیونال (اروگوئه) اشاره کرد.
وی همچنین در تیم‌های ملی فوتبال زیر ۲۰ سال اروگوئه و اروگوئه بازی کرده‌است.